# Boninastrea
Genre
Boninastrea est un genre de coraux durs de la famille des Meandrinidae.

## Liste d'espèces
Le genre Boninastrea comprend l'espèce suivante :
| Selon World Register of Marine Species (7 juillet 2015) : - Boninastrea boninensis Yabe & Sugiyama, 1935 | Selon ITIS (7 juillet 2015) : - Boninastrea boninensis Yabe & Sugiyama, 1935 |